# Alexander von Krobatin
Alexander von Krobatin (Olomouc, 12 settembre 1849 – Vienna, 27 dicembre 1933) è stato un generale austro-ungarico, che ricoprì la carica di Ministro della guerra tra il 1912 e il 1917. Dopo la sua sostituzione con il generale Rudolf Stöger-Steiner von Steinstätten si distinse sul fronte italiano al comando della 10ª Armata.

## Biografia
Nacque ad Olomouc, in Moravia, il 12 settembre 1849 e si arruolò giovanissimo nell'Imperial regio esercito austro-ungarico, entrando nel 1861 come cadetto presso l'istituto di Maribor, per passare poi nel 1865 a frequentare l'Accademia di artiglieria di Mährisch-Weißkirchen da cui uscì nel 1869 con il grado di sottotenente, assegnato al Festungs-Artillerie-Bataillon 3 In seguito frequentò il corso superiore di artiglieria presso l'Artillerieschießschule (1871–1873) al termine del quale entrò in servizio nel Comitato militare con il grado di tenente. Tra il 1874 e il 1876 studiò e seguì conferenze su chimica e ingegneria chimica presso l'Università tecnica di Vienna, divenendo responsabile del laboratorio di chimica presso il Comitato militare tecnico nel corso del 1877. Contemporaneamente a quest'ultimo incarico ricoprì anche quelli di insegnante di chimica e ingegneria chimica presso l'Accademia tecnica militare fino al 1885, e presso la scuola di artiglieria e genio militare fino al 1878.
Tra il 1890 e il 1895 fu comandante della Scuola cadetti d'artiglieria, svolgendo fino al 1893 anche il compito di insegnante di tattica e storia militare. Promosso colonnello nel corso del 1895, assunse l'incarico di comandante del Korpsartillerieregiment Nr. 1, ma nel novembre 1896 fu assegnato alla 7ª Sezione (servizi d'artiglieria) presso il Reichskriegsministerium. Presso questo ufficio portò a termine il programma di sostituzione del parco artiglierie da montagna, e promosso Capo sezione nel 1904 ordinò lo sviluppo del nuovo obice per l'artiglieria pesante d'assedio Skoda da 305 mm. Promosso Generalmajor nel 1900, Feldmarschallleutnant nel 1905, e Feldzeugmeister nel 1910, sostituì il generale Moritz von Auffenberg nella carica di Ministro della guerra il 12 dicembre 1912.

### Ministro della guerra
Grande amico del Capo di stato maggiore dell'esercito, Conte Conrad von Hötzendorf, appoggiò quest'ultimo nelle incessanti richieste di guerra preventiva che di volta in volta rivolgeva al governo contro la Serbia o l'Italia  e si adoperò per aumentare le spese militari al fine di favorire il potenziamento dell'esercito. Dopo l'assassinio dell'Arciduca ereditario Francesco Ferdinando, durante la crisi di luglio dichiarò al ministro degli esteri Leopold Berchtold che l'esercito era pronto ad entrare in guerra. Con lo scoppio delle ostilità divenne responsabile anche del mantenimento delle industrie austriache e dell'agricoltura ungherese destinate al sostentamento delle truppe nel corso conflitto, riuscendo e mettere queste ultime al servizio dello sforzo bellico nazionale.

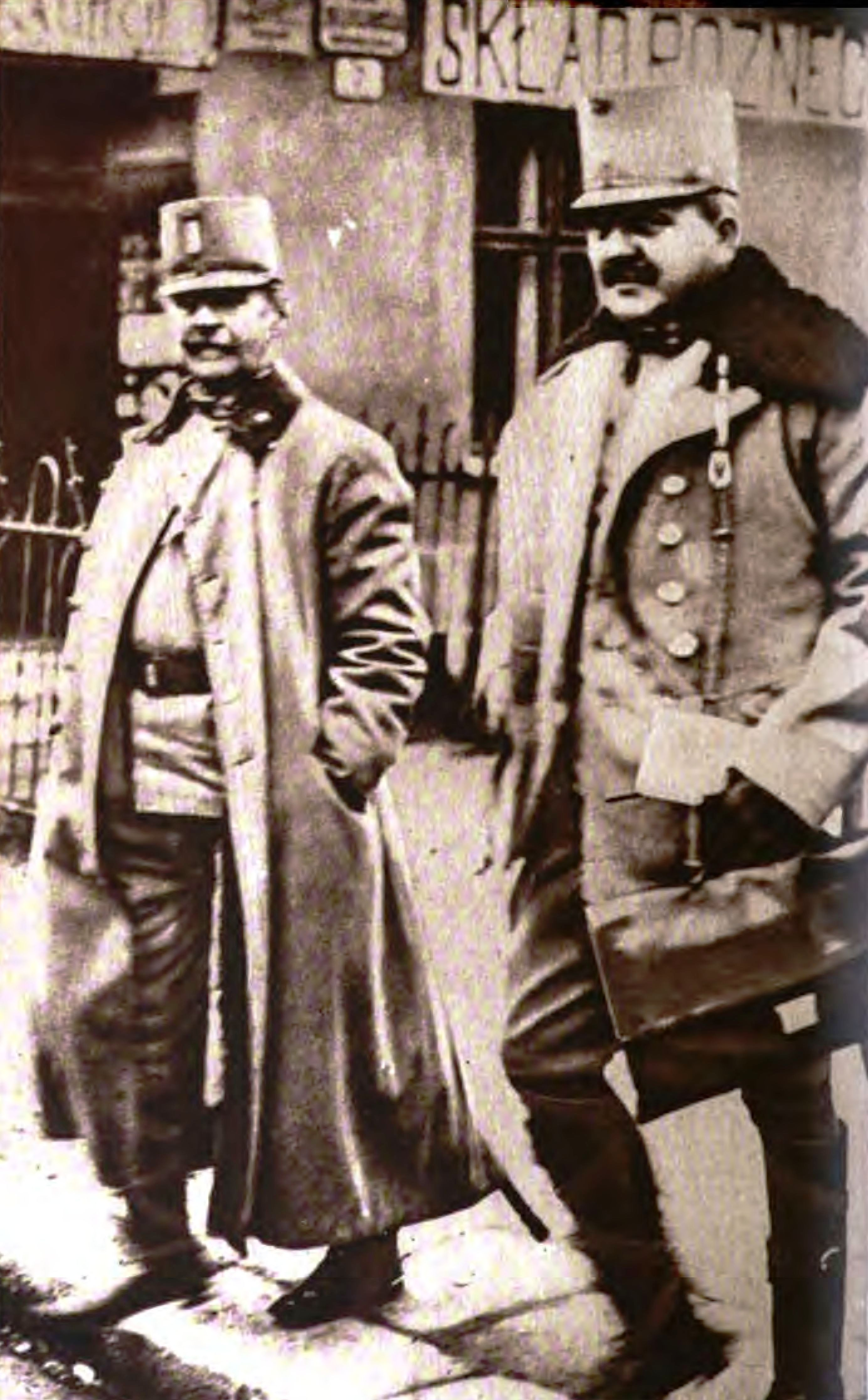
Il generale von Krobatin a sinistra nel 1915

Desideroso di entrare in azione richiese più volte di essere esonerato dall'incarico, ma promosso Generaloberst nel febbraio del 1916, dovette occuparsi della crisi causata dall'entrata in guerra della Romania al fianco della Triplice intesa in quanto essa privò definitivamente la Triplice Alleanza di grano e petrolio in enormi quantità. Fortunatamente il mantenimento della conquista della Serbia riuscì a colmare queste mancanze se non altro a livello di cibo che era un problema costante per il fronte.
Con le dimissioni di Conrad nel marzo del 1917, rimase solo al Consiglio della Corona e venne sollevato dal suo incarico di Ministro della guerra l'8 aprile successivo, assumendo poi il comando della 10ª Armata schierata sul fronte Trentino. Durante la battaglia di Caporetto costrinse ad arrendersi due divisioni italiane, e mentre il Regio Esercito italiano si ritirò dapprima dietro la linea del Tagliamento  per poi ad attestarsi definitivamente su quella del Piave, ottenne la promozione a Feldmaresciallo il 5 novembre 1917. Durante la battaglia del Solstizio del giugno 1918 la sua armata, schierata dallo Stelvio all'Astico svolse compiti secondari   in appoggio alla 11ª Armata del generale Viktor von Scheuchenstuel.
Il 24 ottobre 1918  l'esercito italiano lanciò l'offensiva finale che continuò nei giorni seguenti. Duramente impegnate le truppe dell'esercito austro-ungarico schierate in prima linea si batterono tenacemente,  ma il 26 ottobre  l'Arciduca Giuseppe Augusto d'Asburgo-Lorena avvertì che erano in corso ammutinamenti tra le unità ungheresi e chiese insistentemente il rimpatrio delle unità coinvolte, e la firma immediata di un armistizio con gli Alleati. L'arciduca partì per Vienna per sostenere le sue tesi e gli lasciò il comando del "Gruppo d'armate del Tirolo". Continuò a guidare il Gruppo di armate fino al completo cedimento dei reparti che portò alla firma dell'Armistizio di Villa Giusti il 4 novembre 1918.
Il 1 dicembre 1918 si ritirò a vita privata e rifiutò categoricamente di ricoprire altri incarichi militari. Nominato Dottore Onorario di Scienze Tecniche dell'Istituto di Tecnica di Vienna, Presidente Onorario del Fondo di Assistenza dell'Imperatore Carlo e membro onorario dell'associazione d'equitazione "Viribus Unitis" di Vienna, si spense nella capitale austriaca il 27 dicembre 1933.
Una caserma dell'esercito sita a St. Johann im Pongau porta il suo nome.

### Annotazioni
1. ↑  Suo padre era un ufficiale pluridecorato proveniente dalla gavetta, che nel giro di dieci anni era passato da soldato semplice a maggiore, insignito del titolo di Cavaliere dell'Ordine imperiale di Leopoldo ed elevato alla nobiltà con il titolo ereditario di Ritter, trasmesso ai suoi due figli, Friedrich e Alexander il 24 aprile 1881.
2. ↑  In lingua austriaca Battaglione artiglieria da fortezza.
3. ↑  In quell'anno revisionò e migliorò il testo di chimica allora in uso presso le scuole militari.

### Fonti
1. ↑  Krobatin, Alexander Freiherr von, in Neue Deutsche Biographie vol.13
2. 1 2 3 4 5 6 7 8 9 10  Wagner 1982, p. 55.
3. 1 2 3 4 5 6 7 8 9 10  Tucker, Bogart 2013, p. 411.
4. ↑  (DE) Krobatin, Alexander Freiherr von (österreichischer Ritterstand 1881, Freiherr 1915), su bsbndb.bsb.lrz-muenchen.de, Deutsche Biographie. URL consultato l'11 marzo 2013 (archiviato dall'url originale il 4 marzo 2016).
5. ↑  Tucker, Boromäus 2000, p. 38 , dopo la crisi dei Balcani dei 1912 si adoperò alla costituzione ed al potenziamento dell'aviazione militare austro-ungarica.
6. ↑  Attraverso un attento piano di mobilitazione delle industrie e della forza lavoro riuscì a incrementare grandemente la produzione di munizioni e pezzi d'artiglieria destinati all'esercito.
7. ↑  Cavaciocchi, Ungari 2014, p. 282.
8. ↑  Cavaciocchi, Ungari 2014, p. 207.
9. ↑  Cavaciocchi, Ungari 2014, p. 285.
10. ↑  Cavaciocchi, Ungari 2014, p. 286.
11. ↑  Cavaciocchi, Ungari 2014, p. 312.
12. ↑  Cavaciocchi, Ungari 2014, p. 326.
13. ↑  Cavaciocchi, Ungari 2014, p. 316.

### Periodici
- (DE) Walter Wagner, Krobatin, Alexander Freiherr von, in Neue Deutsche Biographie, vol. 13, Berlin, Duncker & Humblot, 1982,  p. 55, ISBN 3-428-00194-X.